# Hucbaldo
Hucbaldo de Santo Amando (em latim: Hucbaldus Sancti Amandi, Hucbaldus, Hugbaldus, Ucbaldo, Hubaldus; * entre 840 e 850 † 20 de Junho de 930) foi um teórico musical, compositor, professor, autor, monge beneditino e hagiógrafo francês.  Profundamente influenciado pela De Institutione Musica (Sobre a Instituição da Música) escrita por Boécio (480-525), ele foi autor da primeira obra sistemática da teoria musical ocidental, visando conciliar através de muitos exemplos de notações a antiga teoria musical grega e a prática contemporânea do mais recente e então chamado canto gregoriano.
Em 1941, a associação estudantil do Departamento de Musicologia da Universidade de Utrecht recebeu esse nome em homenagem a Hucbaldo.

## Biografia
Nascido no norte da França, por volta do ano 845, o seu nome revela que ele pode ter sido intimamente relacionado à dinastia carolíngea (ele era familiar na corte de Carlos, o Calvo, a quem ele dedicou obras poéticas e manuscritos luxuosos).  Ele estudou na Abadia de Elnone (mais tarde chamada de Abadia de Santo Amando, em homenagem ao seu fundador do século VII) onde o seu tio, Milo, era diretor dos mestres de estudo (scholasticus), na diocese de Doornik.Hucbaldo fez rápido progresso nas ciências do quadrivium, inclusive o da música prática, e segundo um relato biográfico laudatório datado do século XI, já na sua infância compôs ele um hino em louvor a Santo André, que alcançou tamanho êxito a ponto de despertar o ciúme do seu tio.  Diz a história que Hucbaldo como resultado foi obrigado a deixar a Abadia de Santo Amando e buscar proteção do Bispo de Nevers.
Ele foi também companheiro de estudos dos futuros mestres como Remígio de Auxerre (841-908) e Heirico de Auxerre (841-876), e, talvez, como discípulo do filósofo escocês João Escoto Erígena (Johannes Scottus Eriugena, 810-877).  Em 872 retornou para Santo Amando como sucessor na direção da escola do monastério do seu tio, com quem presumivelmente ele se reconciliou.  Entre 883 e 900, Hucbaldo participou de inúmeras missões de reformas e reconstruções, depois das destruições dos normandos, de várias escolas, inclusive as de São Bertin e de Reims.  Em 900, ele retorna para Santo Amando, onde permaneceu até o fim dos seus dias em 20 de Junho de 930.

## Produção literária
A única obra teórica que pode ser positivamente atribuída a ele é a sua "Musica" (também conhecida como "De harmonica institutione", Da instituição da harmonia), escrita provavelmente por volta do ano 880.  A obra Musica enchiriadis (Manual de Música), publicada junto com outros escritos de menor importância em "Scriptores de Musica", do erudito alemão Gerbert von Hornau (1720-1793), e contendo um sistema completo de ciência musical bem como instruções relativas a notações musicais, foi descoberta agora ter sido criada em outro lugar mas na mesma época e ter sido obra de autores anônimos pertencendo ao mesmo grupo intelectual.  Esta obra é famosa principalmente como ensaio de uma nova forma de notação conhecida hoje como notação dasiana, e sua legível transmissão do primeiro registro da música polifônica ocidental.  Hucbaldo escreveu também inúmeras vidas dos santos e notabilizou-se em razão de um curioso poema sobre os homens calvos "Ecloga de cavis" ("Poema sobre a calvície"), dedicado ao arcebispo de Mogúncia, onde todas as palavras dos 146 hexâmetros começam com a letra C, iniciais de calvus.  Este gênero de ensaio poético deve-se à literatura macarrônica da época, inspirada em Prudêncio.